# Kinas annektering af Tibet
Folkerepublikken Kinas annektering af Tibet i oktober 1950 (også kaldt "kinesisk invasion af Tibet" af den tibetanske regering i eksil, og "fredelig befrielse af Tibet" i Kina). Det var processen, hvorved Folkerepublikken Kina fik kontrol over Tibet, efter forsøg på at få international anerkendelse, forsøg på at modernisere sit militære, forhandlinger mellem Tibet og Kina, en militær konflikt i Qamdo-området i det vestlige Kham i oktober 1950, og den endelige accept af syttenpunktsoverenskomsten af Tibets regering under kinesisk pres i oktober 1951. I Vesten er den generelle opfattelse, at Kina annekterede Tibet. Den tibetanske regering og den tibetanske sociale struktur forblev på plads i den tibetanske selvstyrende region under Kinas myndighed indtil den tibetanske opstand i 1959, da Dalai Lama flygtede til eksil, hvorefter de gamle tibetanske samfundsstrukturer blev opløst.

## Baggrund
I 1913, kort efter den britiske invasion af Tibet i 1904, oprettelsen af den britiske handelsagents position i Gyantse og Xinhai-revolutionen i 1911, blev det meste af området, der omfatter den nuværende tibetanske selvstyrende region (TAR) (Ü-Tsang og vestlige Kham) de facto uafhængigt af Kina under et britisk protektorat. Nogle grænseområder med tibetanske befolkninger (Amdo og østlige Kham) forblev under Kuomintang eller lokal krigsherre kontrol.
TAR-regionen er også kendt som "Politisk Tibet", mens alle områder med en etnisk tibetansk befolkning er kaldes "Etnisk Tibet". Politisk Tibet henviser betegner et område, der havde været regeret af tibetanske regeringer siden tidligste tider frem til 1951, mens etnisk Tibet betegner regioner i nord og øst, hvor tibetanerne var i flertal, men hvor tibetansk jurisdiktion var uregelmæssig og begrænset til blot bestemte områder.
På det tidspunkt, hvor politisk Tibet opnåede de facto uafhængighed, lignede dets socioøkonomiske og politiske systemer det middelalderlige Europa. Forsøg fra den 13. Dalai Lama mellem 1913 og 1933 på at udvide og modernisere det tibetanske militær mislykkedes i sidste ende, hovedsagelig på grund af modstand fra magtfulde aristokrater og munke. Lhassa-regeringen havde ringe kontakt med andre regeringer i verden i sin periode med faktisk uafhængighed med nogle undtagelser, navnlig Indien, Storbritannien og USA. Dette efterlod Tibet diplomatisk isoleret og afskåret til det punkt, hvor det ikke kunne gøre sine holdninger kendt for det internationale samfund til de spørgsmål, der trængte sig på, og magten var begrænset af traktater, der gav det britiske imperium autoritet over skatter, udenlandske forbindelser og befæstninger.

## Lhasa-regeringens forsøg på at bevare uafhængighed
I juli 1949 uddrev den tibetanske regering den (nationalistiske) kinesiske delegation for at forhindre kinesisk agitation i det politiske Tibet. I november 1949 sendte den et brev til US State Department og en kopi til Mao Zedong og et særskilt brev til Storbritannien, hvori det erklærede, at det var hensigten at forsvare sig "på alle mulige måder" mod troppeindfald fra Folkerepublikken Kinas side.
I de foregående tre årtier havde den konservative tibetanske regering bevidst nedtonet sit militær og afstået fra at modernisere det. Forhastede forsøg på modernisering og udvidelse af militæret begyndte i 1949, men viste sig for det meste mislykkede. Det var for sent at rejse og træne en effektiv hær. Indien leverede lidt våbenhjælp og militær træning, men Folkerepublikken Kinas hær var meget større, bedre uddannet, bedre ledet, bedre rustet og mere erfarent end den tibetanske hær.
I 1950 var den 14. Dalai Lama 15 år gammel og havde ikke nået modenhed, så Taktra Rinpoche III var den fungerende leder af den tibetanske regering. Dalai Lamas periode som umyndig er hyppigt en ustabil og splittet periode, og dette blev forværret ved en intern sammensværgelse og en regeringsstrid i 1947.

## Folkerepublikken Kinas forberedelser
Både Folkerepublikken Kina og dens forgænger Kuomintang havde altid fastholdt, at Tibet var en del af Kina. Kina fremførte også en ideologisk motivation til at befri tibetanerne fra et teokratisk feudalt system. I september 1949 gjorde det kinesiske kommunistiske parti det til en prioritet til at indlemme Tibet, Taiwan, øen Hainan og Pescadores i Kina fredeligt eller med magt. Da Tibet sandsynligvis ikke frivilligt ville opgive sin faktiske uafhængighed, beordrede Mao i december 1949, at der blev gjort forberededelser til at marchere ind i Tibet i Qamdo (Chamdo) for at få den tibetanske regering til at forhandle. Kina havde over en million mænd under våben og stor kamperfaring fra den nyligt afsluttede kinesiske borgerkrig.

## Forhandlinger mellem regeringen i Tibet og Kina forud for fjendtlighederne
Den 7. marts ankom en tibetansk delegation til Kalimpong for at indlede en dialog med den nyetablerede Folkerepublikken Kina i håbet om at få forsikringer om, at Kina ville respektere tibetansk "territorial integritet". Indledningen af forhandlingerne blev forsinket af en diskussion mellem den tibetanske delegation, Indien, Storbritannien og Kina om stedet for forhandlingerne. Tibet foretrak Singapore eller Hongkong (ikke Beijing, på det tidspunkt kaldet Peking), Storbritannien foretrak Indien (ikke Hong Kong eller Singapore), Indien og Kina foreslog Beijing, men Indien og Storbritannien foretrak at der slet ikke blev forhandlet. Den tibetanske delegation mødtes til sidst med Folkerepublikken Kinas ambassadør general Yuan Zhongxian i Delhi den 16. september 1950. Yuan meddelte et 3-punktsforslag om, at Tibet skal betragtes som en del af Kina, at Kina er ansvarlig for Tibets forsvar, og at Kina er ansvarlig for Tibets handels- og udenrigsrelationer. Hvis Tibet accepterede disse betingelser, ville det medføre en fredelig kinesisk magtovertagelse, ellers ville det ske ved krig. Tibetanerne ønskede at opretholde forholdet mellem Kina og Tibet som en præst-patron-forbindelse:
"Tibet vil forblive uafhængigt som det er i øjeblikket, og vi vil fortsat have meget tætte præst-patron-forbindelser med Kina. Der er heller ikke behov for at befri Tibet fra imperialismen, da der ikke er britiske, amerikanske eller guomindang-imperialister i Tibet, og Tibet regeres og beskyttes af Dalai Lama (ikke udenlandsk magt)"
- Tsepon WD Shakabpa
Tibetanerne og deres chefdelegerede Tsepon W. D. Shakabpa anbefalede den 19. september et samarbejde med nogle bestemmelser om implementeringen. Kinesiske tropper behøver ikke at være stationeret i Tibet, blev det argumenteret, da der ikke var nogen trussel, og hvis Tibet blev angrebet af Indien eller Nepal kunne det rette henvendelse til Kina om militær bistand. Mens Lhasa internt overvejede det kinesiske udspil den 7. oktober, førtes de kinesiske tropper frem i det østlige Tibet, og overskred grænsen på 5 steder. Formålet var ikke at invadere Tibet i sig selv, men at indkredse den tibetanske hær i Chamdo, demoralisere Lhasa-regeringen og udøve kraftigt pres for at sende forhandlere til Beijing for at underskrive vilkårene for Tibets indlemmelse i Kina. Den 21. oktober pålagde Lhasa sin delegation omgående at tage til Beijing for at indlede konsultationer med den kommunistiske regering og acceptere den første af de tre bestemmelser, hvis Dalai Lama's status kunne garanteres, mens man afviste de to andre betingelser. Senere ophævede regeringen endog sin accept af den første betingelse, efter at en spådom fra den seksarmede Mahākāla-guddom viste, at de tre punkter ikke kunne accepteres, da Tibet ville komme under fremmed dominans.

## Annekteringen af Tibet
Efter måneder af mislykkede forhandlinger, forsøgte Tibet at sikre sig udenlandsk støtte og bistand, Folkerepublikkens og tibetanerne gennemførte troppesamlinger, Folkets Befrielseshær krydsede Jinsha-floden den 6. eller 7. oktober 1950.  To kinesiske hærenheder omringede hurtigt de tibetanske styrker og erobrede grænsebyen Qamdo den 19. oktober, hvorunder 114 soldater og 180 tibetanske soldater blev dræbt eller såret. Senere, i 1962, hævdede Zhang Guohua at "over 5.700 af fjendens tropper blev elimineret" og "mere end 3.000" overgav sig fredeligt . Aktive fjendtligheder var begrænset til et grænseområde nordøst for Gyamo Ngul Chu-floden og øst for den 96. meridian. Efter at have erobret Qamdo, standsede den kinesiske hær sine aktiviteter  sendte en fanget kommandør, Ngabo, til Lhasa for at gentage forhandlingsbetingelserne og ventede på tibetanske repræsentanter skulle reagere ved at sende delegerede til Beijing.

## Yderligere forhandlinger og inkorporering
Folkets Befrielseshær sendte tibetanske fanger (blandt dem Ngapoi Ngawang Jigme, en fanget guvernør) til Lhasa for at forhandle med Dalai Lama på dens vegne. De kinesiske udsendinge lovede, at hvis Tibet blev "fredeligt befriet", kunne de tibetanske eliter beholde deres stillinger og magt.
El Salvador sponsorerede en klage fra den tibetanske regering i FN, men Indien og Storbritannien forhindrede den i at blive drøftet.
Tibetanske forhandlere blev sendt til Beijing og præsenteret med et allerede færdigt dokument, der almindeligvis betegnes som syttenpunktsoverenskomsten. Der var ingen forhandlinger fra den kinesiske delegations side; selvom Kina sagde, at det ville tillade Tibet at reformere i sit eget tempo og på sin egen måde, samt beholde internt selvstyre og tillade religionsfrihed, skulle det også acceptere at være en del af Kina. De tibetanske forhandlere fik ikke lov til at kommunikere med deres regering på dette nøglepunkt og blev pressede til at underskrive aftalen den 23. maj 1951, selv om de aldrig havde fået fuldmagt til at underskrive noget i Lhasa-regeringens navn. Dette var første gang i tibetansk historie, at regeringsrepræsentanter (men ikke regeringen) havde accepteret - omend uvilligt - Kinas holdning til de to nationers fælles historie. Syttenpunktsoverenskomsten indebar en accept af den centrale regerings styre i det politiske Tibet. Aftalens betingelser var ikke blevet godkendt af den tibetanske regering før undertegnelsen, og den tibetanske regering var delt i spørgsmålet, om det var bedre at acceptere dokumentet som skrevet eller at flygte i eksil. Dalai Lama, der på dette tidspunkt var indsat på tronen, valgte ikke at flygte i eksil, og accepterede formelt 17 Point-aftalen i oktober 1951. Ifølge tibetanske kilder sendte general Zhang Jingwu den 24. oktober på vegne af Dalai Lama et telegram til Mao Zedong med bekræftelse af aftalen, og der er tegn på, at Ngapoi Ngawang Jigme simpelthen kom til Zhang og sagde, at den tibetanske regering var enig i at sende et telegram den 24. oktober i stedet for den formelle godkendelse af Dalai Lama. Kort tid efter kom hærenheder fra Folkets Befrielseshær til Lhasa. Den efterfølgende inkorporering af Tibet er officielt kendt i Folkerepublikken Kina som "den fredelige befrielse af Tibet" (kinesisk: 和平 解放 西藏地方) og omtales som sådan af de statslige medier.

## Efterspil
I flere år forblev Lhasa-regeringen og andre magthavere på plads i Tibet, bortset fra området omkring Qamdo, som blev besat af Folkets Befrielseshær i 1950, og som blev underlagt Qamdo Befrielseskomite og holdt uden for den tibetanske regerings kontrol. Under denne periode opretholdt områder under den tibetanske regering en stor grad af autonomi fra centralregeringen i Kina og fik generelt lov til at opretholde deres traditionelle sociale struktur.
I 1956 begyndte tibetanske militser i den etniske tibetanske region i østlige Kham lige udenfor den tibetanske selvstyrende region, ansporet af Folkerepublikkens regerings eksperimenter med en jordreform, at kæmpe mod regeringen. Militserne forenede sig og dannede Chushi Gangdruks Frivillige Hær. Da kampene spredte sig til Lhasa i 1959, flygtede Dalai Lama fra Tibet. Både han og Folkerepublikkens myndigheder i Tibet opsagde efterfølgende syttenpunktsoverenskomsten, og Folkerepublikkens myndigheder i Tibet opløste den tibetanske lokale regering.
Den øvrige verdens syn på Tibets forhold til Kina har udviklet sig. I dag anerkender Danmark og de fleste lande i verden, at Tibet er en del af Kina.